# بين الديور (فرع العدين)

تعديل مصدري - تعديل

بين الديور محلة تابعة لقرية المزحانة، التابعة لعزلة بني احمد والثلث بمديرية فرع العدين إحدى مديريات محافظة إب في الجمهورية اليمنية، بلغ تعداد سكانها 52 حسب تعداد اليمن لعام 2004.